# كشت جبلي
الكشت الجبليّ هو نوع نبات من الفصيلة البقولية.